# Tetjana Rižko
Tetjana Mykolaїvna Rižko (in ucraino Тетяна Миколаївна Ріжко?; trasl. angl.: Tetiana Mykolayivna Rizhko; 14 febbraio 1998) è una lottatrice ucraina, specializzata nella lotta libera.

## Palmarès
- Europei

Varsavia 2021: argento nei 65 kg.
Budapest 2022: oro nei 65 kg.